# Grosuplje
Grosuplje (wymowaⓘ) – miasto w Słowenii, siedziba administracyjna gminy Grosuplje. 1 stycznia 2017 liczyła 7336 mieszkańców.

## Geografia
Na północ od miasta wznosi się wzgórze Brinjski hrib (409 m n.p.m.), które całe jest porośnięte lasem świerkowym, a na wschód małe wzgórze Kamna gorica (388 m n.p.m.). Przez terytorium miasteczka przebiega Autostrada A2.

## Historia
Według źródeł historycznych nazwa Grosuplje pojawia się po raz pierwszy już w 1136 roku. Według jednej z teorii nazwa oznacza świat krasowy (słoweń. grezopolje). W XIX wieku w miejscowości wybudowano stację kolejową, wraz z miejscem na naprawy lokomotyw.

## Religia
W mieście znajduje się Kościół parafialny Św. Michała Archanioła, który należy do rzymskokatolickiej archidiecezji w Lublanie. Został wybudowany w 1981 roku.

## Osoby związane z miastem
- Louis Adamic (1898–1951) – słoweński pisarz
- Ana Gale (1909–1944) – słoweński poeta
- Jože Gale (1913–2005) – słoweński reżyser filmowy
- Janez Janša (1958) – słoweński polityk, minister, deputowany, premier Słowenii w latach 2004–2008 i 2012–2013.
- Stane Valentinčič (1913–1995) – słoweński weterynarz
- Aleksander Čeferin (1967) – słoweński prawnik, prezydent europejskiej federacji piłkarskiej UEFA, w latach 2011–2016 prezes Słoweńskiego Związku Piłki Nożnej